# Объединение (военное дело)

Флаг командующего объединением ВМФ ВС России.

Объедине́ние — воинское формирование, включающее в себя несколько соединений или объединений меньшего состава, а также отдельных частей и учреждений.
В отличие от воинских частей и соединений состав объединений, как правило, непостоянен и в каждом отдельном случае определяется с учётом собственного предназначения, выполняемых им задач и характера театра войны (театра военных действий, стратегических направлений).

## Виды (типы)
Существует зависимость состава объединения от состава и решаемых задач, в соответствии с ними объединение может быть:
- оперативно-стратегическим[3];
- оперативным[3];
- оперативно-тактическим[3].

Кроме этого, существуют также территориальные объединения войск и сил, создаваемые для выполнения в соответствующих границах задач и военно-административных функций (например, военный округ).

## Оперативно-стратегическое объединение
Оперативно-стратегическое объединение состоит из нескольких оперативных объединений, отдельных соединений и частей различных родов войск видов вооружённых сил, отдельных родов войск (сил), специальных войск и служб. В вооружённых силах различных государств такими объединениями являлись:
- группа округов или фронтов (направление), фронт (группа войск), армейская группа, отдельная армия (Россия, Союз ССР, Япония);
- группа армий (США, Германия, Франция, Великобритания);
- флот, флотилия (Россия, СССР, США, Германия, Япония);
- воздушный флот (Третий рейх);
- и другие.

Оперативно-стратегические объединения, как правило, создаются в военное время для решения оперативно-стратегических задач; в ряде случаев они существуют также в мирное время (например, флота ВМС ВС США и ВМФ ВС России и других государств).
Оперативно-стратегические объединения в виде фронтов и групп армий оформились к началу Первой мировой войны и первоначально считались стратегическими объединениями. Причиной их формирования стало значительное увеличение размаха военных действий и количества участвующих в них войск (сил), а также необходимость привлечения к решению оперативно-стратегических задач объединений и соединений, состоящих из различных родов войск. Руководство оперативно-стратегическими объединениями обычно осуществляет верховное командование вооружённых сил или командование вооружённых сил на театре военных действий.

## Оперативное объединение
Оперативные объединения создаются как в мирное, так и в военное время. В состав оперативного объединения входят несколько соединений и частей различных родов войск (сил), специальных войск и служб одного вида вооружённых сил. Назначением оперативного объединения является выполнение преимущественно оперативных задач путём проведения самостоятельных и совместных операций (боевых действий). Оперативными объединениями являются:
- армия, различных видов ВС и родов войск (сил);
- флотилия;
- эскадра, морская и воздушная;
- авиация флота;
- тактическое авиационное командование;
- и другие.

Оперативные объединения могут быть самостоятельными или входить в состав оперативно-стратегических объединений. Также в некоторых случаях оперативные объединения могут подчиняться командованию военного округа.

## Оперативно-тактическое объединение
Оперативно-тактические или высшие тактические объединения в военное время могут входить в состав армий или армии ПВО, армии ВВС и ПВО, группы армий или фронта. В мирное время входят в состав военных округов. Оперативно-тактическое объединение состоит из соединений и частей различных родов войск (сил), специальных войск и служб одного вида вооружённых сил; оно предназначено для выполнения оперативно-тактических и тактических задач, обычно в составе оперативного или оперативно-стратегического объединения, а на отдельных операционных направлениях небольшой ёмкости — самостоятельно. В период Второй мировой войны к оперативно-тактическим объединениям относились корпуса:
- армейские;
- механизированные;
- кавалерийские;
- другие[4].